# Tiotropiumbromid
Tiotropiumbromid, kurz Tiotropium, ist eine polycyclische quartäre Ammoniumverbindung, die als Anticholinergikum (Antimuskarinikum) und Bronchospasmolytikum für Patienten mit chronisch obstruktiver Lungenerkrankung (COPD) eingesetzt wird. Tiotropium wird zur Inhalation in zwei unterschiedlichen Inhalatoren (HandiHaler, Respimat) zur Verfügung gestellt. Im Respimat kann Tiotropium neben der COPD auch für die Behandlung des Asthma bronchiale eingesetzt werden bei erwachsenen Patienten, die als Dauertherapie eine Kombination aus inhalativen Kortikosteroiden (≥ 800 μg Budesonid/Tag oder Äquivalent) und lang wirksamen Beta2-Agonisten erhalten, und die im Vorjahr mindestens eine schwere Exazerbation erfahren haben. Die Kurzbezeichnung lautet Tiotropium.

## Klinische Angaben
Tiotropiumbromid leitet sich strukturell vom Scopolamin ab und liegt wie Ipratropiumbromid als quartäres Ammoniumsalz vor. Hierdurch ergibt sich eine verringerte Blut-Hirn-Schranken-Gängigkeit, wodurch die typischen zentralen Nebenwirkungen anticholinerger Wirkstoffe reduziert werden. Im Vergleich zu Ipratropiumbromid besitzt Tiotropiumbromid eine längere Halbwertszeit, wodurch eine einmalige tägliche Gabe möglich ist. Die Wirkung tritt etwa 30 Minuten nach der Inhalation ein. Tiotropiumbromid wird zu 20 bis 25 % metabolisiert; 75 bis 80 % werden unverändert renal ausgeschieden.

## Entwicklung
Tiotropiumbromid wurde 1991 von Boehringer Ingelheim entwickelt. 2005 erhielt es den Robert-Koch-Award, verliehen von der Fachzeitschrift MMW – Fortschritte der Medizin.

## Nebenwirkungen
Typische Nebenwirkungen leiten sich von der anticholinergen Wirkung her. Häufig tritt Mundtrockenheit auf, deutlich seltener sind Glaukom, Verdauungsstörungen und Harnverhalt.
Im Jahr 2008 wurde aufgrund von Beobachtungen, die darauf hindeuten, dass durch die Einnahme von tiotropiumbromid-haltigen Medikamenten die Entstehung von Herzinfarkten und Schlaganfällen begünstigen könnte, eine Metaanalyse erstellt. Die Autoren dieser Untersuchung zogen die Schlussfolgerung, dass das relative Risiko für derartige Nebenwirkungen um 50 % erhöht würde. Die Ergebnisse der Metaanalyse wurden in der Fachwelt teilweise angezweifelt unter Hinweis auf angebliche methodische Mängel. Eine Woche nach Veröffentlichung dieser retrospektiven Beobachtung wurden die Ergebnisse durch die bislang größte prospektive Studie zu Tiotropium relativiert. In der insgesamt 4 Jahre dauernden UPLIFT-Studie (Understanding Potential Long-term Impacts on Function with Tiotropium) wurde der primäre Endpunkt nicht erreicht, eine Verlangsamung der Krankheitsprogression unter Tiotropium nachzuweisen. Unter regelmäßiger Anwendung des Medikamentes gab es hier aber keine vermehrten kardiovaskulären Ereignisse. Diese Studie wurde jedoch ausschließlich von Angestellten der Herstellerfirma durchgeführt, die statistische Auswertung lag ebenfalls allein bei der Herstellerfirma. Ein Interessenkonflikt ist deshalb wahrscheinlich. 2011 wurde erneut eine Metaanalyse publiziert, die eine erhöhte kardiovaskuläre Mortalität bei Inhalation über Respimat zeigte. Eine Überdosierung mit dieser Inhalationstechnik wurde als Ursache der erhöhten Mortalität vermutet, da eine höhere Wirkstoffkonzentration sowohl in den Atemwegen als auch im Blut erreicht wurde. Die Verträglichkeit der Substanz bei Inhalation mittels Respimat wurde in einer 2013 publizierten Studie an 17.135 Patienten mit COPD untersucht. In der zugelassenen Dosierung von 5 µg täglich zeigte der Respimat ein mit dem HandiHaler vergleichbares Sicherheitsprofil bei gleicher Wirksamkeit.

## Nutzenbewertung
Das deutsche Institut für Qualität und Wirtschaftlichkeit im Gesundheitswesen (IQWiG) sieht als belegt an, dass Tiotropium gegenüber der Gruppe der langwirksamen β-Adrenozeptoragonisten einen Zusatznutzen aufweist sowohl hinsichtlich der Häufigkeit von Exazerbationen als auch der Notwendigkeit von durch Exazerbationen verursachten Krankenhausaufenthalten.

## Handelsnamen
Srivasso (D), Braltus (D), Spiriva (D), Spiolto (D).